# Лебедева, Тамара Павловна
Тамара Павловна Лебедева (22 марта 1919, Тамбов — 28 апреля 1988, Томск) — советская театральная актриса, народная артистка РСФСР.

## Биография
Тамара Павловна Лебедева родилась 22 марта 1919 года в Тамбове в семье почтово-телеграфных служащих. В 1925 году семья переехала в Воронеж. В школьные годы участвовала в самодеятельности в школе. С 1936 года — в Доме пионеров, затем выступала в массовке в Воронежском ТЮЗе. В 1937—1941 годах училась в студии (позже Московское городское театральное училище, МГТУ) при Театре Революции в Москве (сейчас театр Маяковского). В 1941—1943 годах работала в Театре Революции в Ташкенте в эвакуации, затем на короткое время возвратилась с театром в Москву. В 1944—1946 годах выступала в Якутском театре русской драмы, где сыграла в десяти спектаклях. 
В 1946—1988 годах играла в Томском драматическом театре имени В. П. Чкалова, где стала ведущей актрисой, сыграла более 130 ролей. Избиралась в райком КПСС.
В 1987 году вышла на пенсию.
Умерла 28 апреля 1988 года, похоронена на Южном кладбище Томска.

## Семья
- Отец — Павел Иванович Чиненов (1884—1955), почтовый служащий, до революции получил звание дворянина IV класса.
- Мать — Екатерина Ивановна Чиненова (ок. 1887—1946).
- Дядя — Павел Павлович Чиненов (1911—2001), окончил Томский индустриальный институт, работал главным инженером, был доцентом Томского политехнического института.
- Первый муж — актёр Вячеслав Лебедев.
- Второй муж — лесотехнолог Борис Павлович Журавлёв (1908—1985), поженились в 1951 году.
  - Дочь — Ольга Борисовна Лебедева (род. 1953), доктор филологических наук.

## Награды и премии
- Почётный знак «Отличник культурного шефства над Вооружёнными силами СССР»
- Заслуженная артистка РСФСР (28.04.1961).
- Орден Трудового Красного Знамени (27.10.1967).
- Народная артистка РСФСР (5.04.1976).
- Медаль «Ветеран труда» (1987).

## Работы в театре
- «Московский характер» А. Софронова — ткачиха Анна Кружкова
- «Ревизор» Н. В. Гоголя — жена унтер-офицера
- «Гроза» А. Н. Островского — полусумасшедшая барыня
- «Мария Стюарт» Шиллера — королева Елизавета
- «Бесприданница» А. Н. Островского — Огудалова
- «Странная миссис Сэвидж» Д. Патрика — Сэвидж
- «Мамаша Кураж и её дети» Б. Брехта — Мамаша Кураж
- «Миссис Пайпер ведет следствие» Дж. Поплуэлла — уборщица миссис Пайпер
- «Эшелон» М. Рощина — старуха
- «Домик на окраине»
- «Самые счастливые»
- «Мы, нижеподписавшиеся»
- «Птицы нашей молодости» И. Друцэ — тётушка Руца
- «Прошлым летом в Чулимске»
- «Ретро» А. Галина (реж. Феликс Григорьян) — Роза Песочинская
- «Клоп» В. Маяковского — Розалия Павловна
- «Из племени Кедра» А. Шелудякова — Югана
- «На дне»
- «Требуется лжец»
- «Перстенёк» по сказке Паустовского

## Фильмография
- 1971 — Мачеха (телеспектакль) — Анфиса Васильевна, мать Шуры
- 1973 — Фитиль (выпуск  №132-05 «Сапожки») — модница

## Память
- С 2004 года Музей Томского театра драмы носит имя Т. П. Лебедевой.
- Приз «Золотая кедровая ветвь» имени Т. П. Лебедевой на фестивале «Премьеры сезона» в Томском театре драмы (с 2005 года).